# Melomys
Melomys — рід мишоподібних гризунів родини мишеві (Muridae).

## Опис
Досягають довжини тіла 9-18 сантиметрів, хвіст від 11 до 20 сантиметрів. Вага коливається між 30 і 200 грам. Хутро м'яке і пухнасте, як правило, коричневого або червонувато-коричневого кольору зверху, нижня сторона біла або бежева. Хвіст не має волосся, а луски на ньому знаходяться у вигляді мозаїки. Ця мозаїка формою значно відрізняється від кільчастих лусок, які мають пацюки.

## Поширення, екологія
Види поширюються зі східної Індонезії через Нову Гвінею до Австралії. Місце проживання більшості видів — ліси, але є також деякі, які живуть на луках. Вони в першу чергу наземні жителі, але може підніматися на дерева також. Іноді вони будують свої гнізда в гілках, але частіше в кореневій системі або в порожнистих стовбурах дерев. Туди ховаються протягом дня, а ведуть нічний спосіб життя. Їжа цих тварин складається з фруктів, ягід та інших рослинних матеріалів.

## Загрози
Велика кількість острівних ендеміків забезпечує велику кількість видів, які знаходяться під загрозою зникнення (CR,EN,VU). Тільки 9 з 22 видів не піддаються ризику, відповідно до МСОП.